# Albiès
Albiès est une commune française située dans le département de l'Ariège, en région Occitanie.
Localisée dans le sud-est du département, la commune  fait partie, sur le plan historique et culturel, du pays du Sabarthès, structuré par la haute vallée de l'Ariège en amont du pays de Foix avec Tarascon-sur-Ariège comme ville principale. Exposée à un climat océanique altéré, elle est drainée par l'Ariège, un bras de l'Ariège, le ruisseau de Caychax, le ravin de la Rescalbade, le ruisseau de Gargante, le ruisseau de Gérièys, le ruisseau de l'Oule et par divers petits cours d'eau. La commune possède un patrimoine naturel remarquable : un site Natura 2000 (« Garonne, Ariège, Hers, Salat, Pique et Neste ») et huit zones naturelles d'intérêt écologique, faunistique et floristique.
Albiès est une commune rurale qui compte 122 habitants en 2022, après avoir connu un pic de population de 475 habitants en 1831. Ses habitants sont appelés les Albiésois ou Albiésoises.

## Géographie

### Localisation
1. Carte dynamique
2. Carte Openstreetmap
3. Carte topographique
4. Carte avec les communes environnantes

La commune d'Albiès se trouve dans le département de l'Ariège, en région Occitanie.
Commune des Pyrénées située au pied du plateau de Beille
Elle se situe à 22 km à vol d'oiseau de Foix, préfecture du département, et à 13 km d'Ax-les-Thermes, bureau centralisateur du canton de Haute-Ariège dont dépend la commune depuis 2015 pour les élections départementales.
La commune fait en outre partie du bassin de vie de Tarascon-sur-Ariège.
Les communes les plus proches sont : 
Pech (1,4 km), Les Cabannes (1,5 km), Vèbre (1,6 km), Château-Verdun (1,9 km), Caychax (2,2 km), Verdun (2,2 km), Aston (2,4 km), Senconac (2,5 km).
Sur le plan historique et culturel, Albiès fait partie du pays de Sabarthès, structuré par la haute vallée de l'Ariège en amont du pays de Foix avec Tarascon-sur-Ariège comme ville principale.

### Communes limitrophes
Les communes limitrophes sont Aston, Les Cabannes, Lassur, Pech, Vèbre, Verdun et Caychax-et-Senconac.
| Verdun       |        | Caychax-et-Senconac |
| Les Cabannes | Albiès | Vèbre               |
| Pech         | Aston  | Lassur              |

### Géologie et relief
La commune est située dans les Pyrénées, une chaîne montagneuse jeune, érigée durant l'ère tertiaire (il y a 40 millions d'années environ), en même temps que les Alpes. Les terrains affleurants sur le territoire communal sont constitués de roches pour partie sédimentaires et pour partie métamorphiques datant du Paléozoïque, une ère géologique qui s'étend de −541 à −252,2 Ma (millions d'années). La commune est traversée par la Faille nord-pyrénéenne, qui sépare la Zone axiale pyrénéenne (ZA) ou haute chaîne primaire de la Zone nord-pyrénéenne (ZNP), au nord. La structure détaillée des couches affleurantes est décrite dans la feuille « n°1087 - Vicdessos » de la carte géologique harmonisée au 1/50 000ème du département de l'Ariège, et sa notice associée.
La superficie cadastrale de la commune publiée par l’Insee, qui sert de références dans toutes les statistiques, est de 7,69 km2,. La superficie géographique, issue de la BD Topo, composante du Référentiel à grande échelle produit par l'IGN, est quant à elle de 7,79 km2. Son relief est particulièrement découpé puisque la dénivelée maximale atteint 1356 mètres. L'altitude du territoire varie entre 531 m et 1 887 m.

### Hydrographie

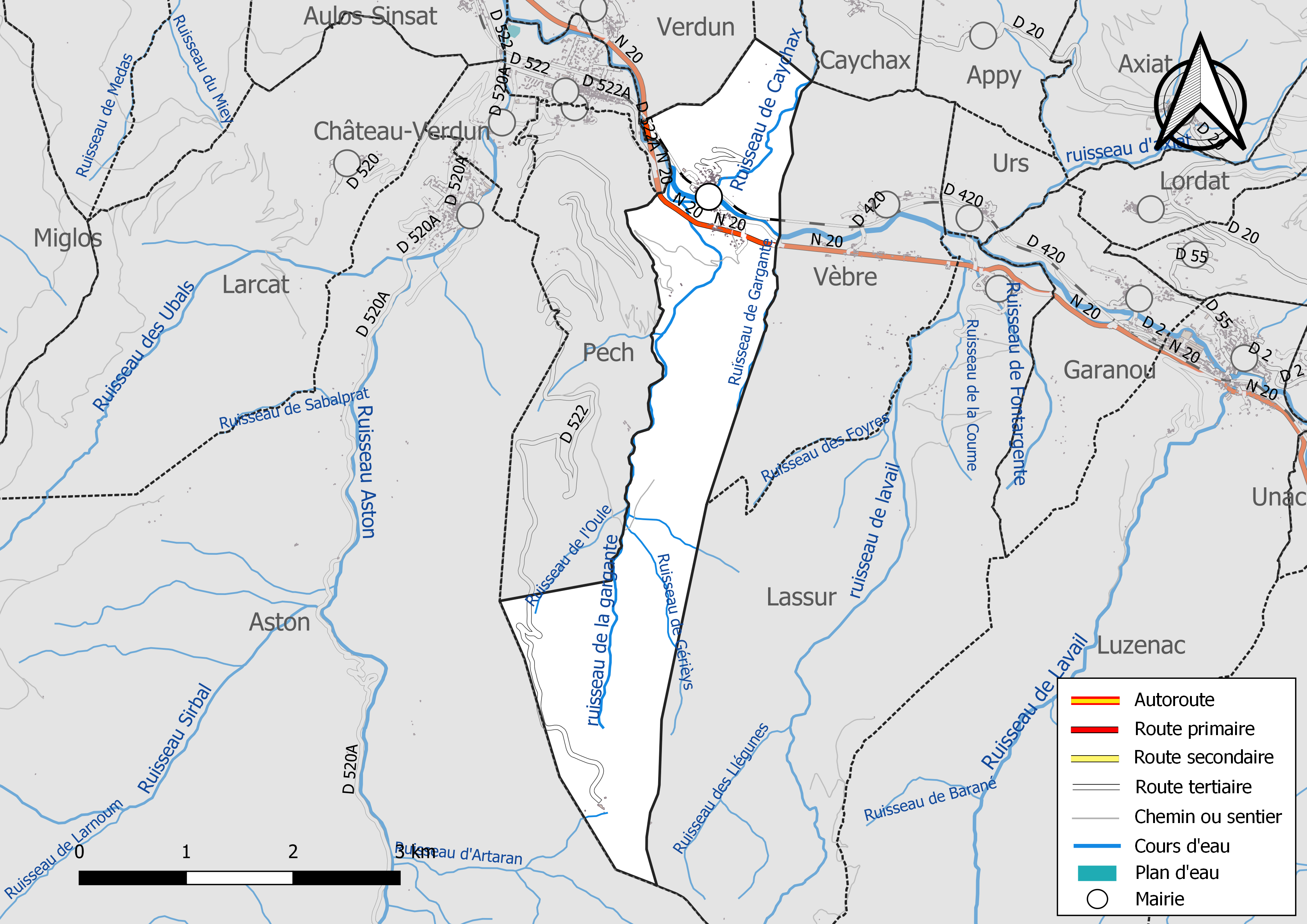
Réseaux hydrographique et routier d'Albiès.

La commune est drainée par l'Ariège, un bras de l'Ariège, le ruisseau de Caychax, le ravin de la Rescalbade, le ruisseau de Gargante, le ruisseau de Gérièys, le ruisseau de l'Oule et par divers petits cours d'eau, constituant un réseau hydrographique de 12 km de longueur totale,.
L'Ariège, d'une longueur totale de 162,91 km, prend sa source dans la commune de Porta et s'écoule du sud vers le nord. Elle traverse la commune dans sa partie nord et se jette dans la Garonne à Portet-sur-Garonne, après avoir traversé 56 communes.

### Climat
Pour des articles plus généraux, voir Climat de l'Occitanie et Climat de l'Ariège.
En 2010, le climat de la commune est de type climat océanique altéré, selon une étude s'appuyant sur une série de données couvrant la période 1971-2000. En 2020, Météo-France publie une typologie des climats de la France métropolitaine dans laquelle la commune est exposée à un climat de montagne et est dans la région climatique Pyrénées centrales, caractérisée par une pluviométrie annuelle de 1 000 à 1 200 mm.
Pour la période 1971-2000, la température annuelle moyenne est de 11,3 °C, avec une amplitude thermique annuelle de 14,8 °C. Le cumul annuel moyen de précipitations est de 1 041 mm, avec 8,8 jours de précipitations en janvier et 6,6 jours en juillet. Pour la période 1991-2020, la température moyenne annuelle observée sur la station météorologique la plus proche, située sur la commune d'Aston à 2 km à vol d'oiseau, est de 5,9 °C et le cumul annuel moyen de précipitations est de 1 103,9 mm,. Pour l'avenir, les paramètres climatiques de la commune estimés pour 2050 selon différents scénarios d'émission de gaz à effet de serre sont consultables sur un site dédié publié par Météo-France en novembre 2022.

### Milieux naturels et biodiversité

#### Réseau Natura 2000

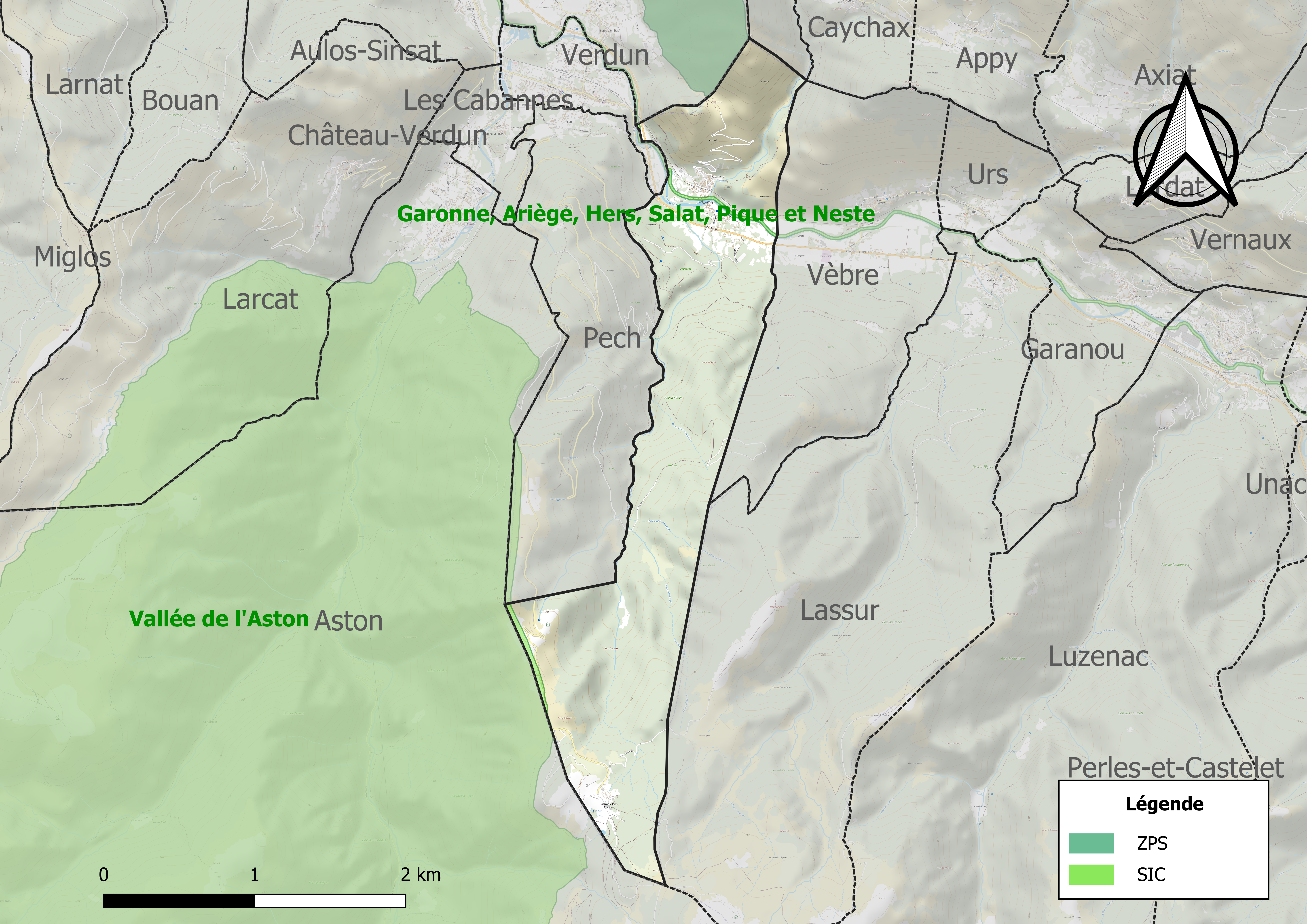
Site Natura 2000 sur le territoire communal.

Le réseau Natura 2000 est un réseau écologique européen de sites naturels d'intérêt écologique élaboré à partir des directives habitats et oiseaux, constitué de zones spéciales de conservation (ZSC) et de zones de protection spéciale (ZPS).
Un site Natura 2000 a été défini sur la commune au titre de la directive habitats : « Garonne, Ariège, Hers, Salat, Pique et Neste », d'une superficie de 9 581 ha, un réseau hydrographique pour les poissons migrateurs, avec des zones de frayères actives et potentielles importantes pour le Saumon en particulier qui fait l'objet d'alevinages réguliers et dont des adultes atteignent déjà Foix sur l'Ariège.

#### Zones naturelles d'intérêt écologique, faunistique et floristique
L’inventaire des zones naturelles d'intérêt écologique, faunistique et floristique (ZNIEFF) a pour objectif de réaliser une couverture des zones les plus intéressantes sur le plan écologique, essentiellement dans la perspective d’améliorer la connaissance du patrimoine naturel national et de fournir aux différents décideurs un outil d’aide à la prise en compte de l’environnement dans l’aménagement du territoire.
Cinq ZNIEFF de type 1 sont recensées sur la commune :
- le « cours de l'Ariège » (1 341 ha), couvrant 112 communes dont 86 dans l'Ariège et 26 dans la Haute-Garonne[26] ;
- les « parois calcaires et quiès du bassin de Tarascon » (8 161 ha), couvrant 58 communes du département[27] ;
- les « quiès calcaires d' Albiès à Caussou » (1 328 ha), couvrant 14 communes du département[28] ;
- la « rive gauche de la haute vallée de l'Ariège » (16 207 ha), couvrant 14 communes du département[29] ;
- la « vallée de l'Aston » (16 077 ha), couvrant 13 communes du département[30] ;

et trois ZNIEFF de type 2, : 
- « L'Ariège et ripisylves » (1 975 ha), couvrant 56 communes dont 43 dans l'Ariège et 13 dans la Haute-Garonne[31] ;
- le « massif de l'Aston et haute vallée de l'Ariège » (0 ha), couvrant 24 communes dont 22 dans l'Ariège et 2 dans les Pyrénées-Orientales[32] ;
- les « parois calcaires et quiès de la haute vallée de l'Ariège » (9 891 ha), couvrant 40 communes du département[33].

Carte des ZNIEFF de type 1 et 2 à Albiès.
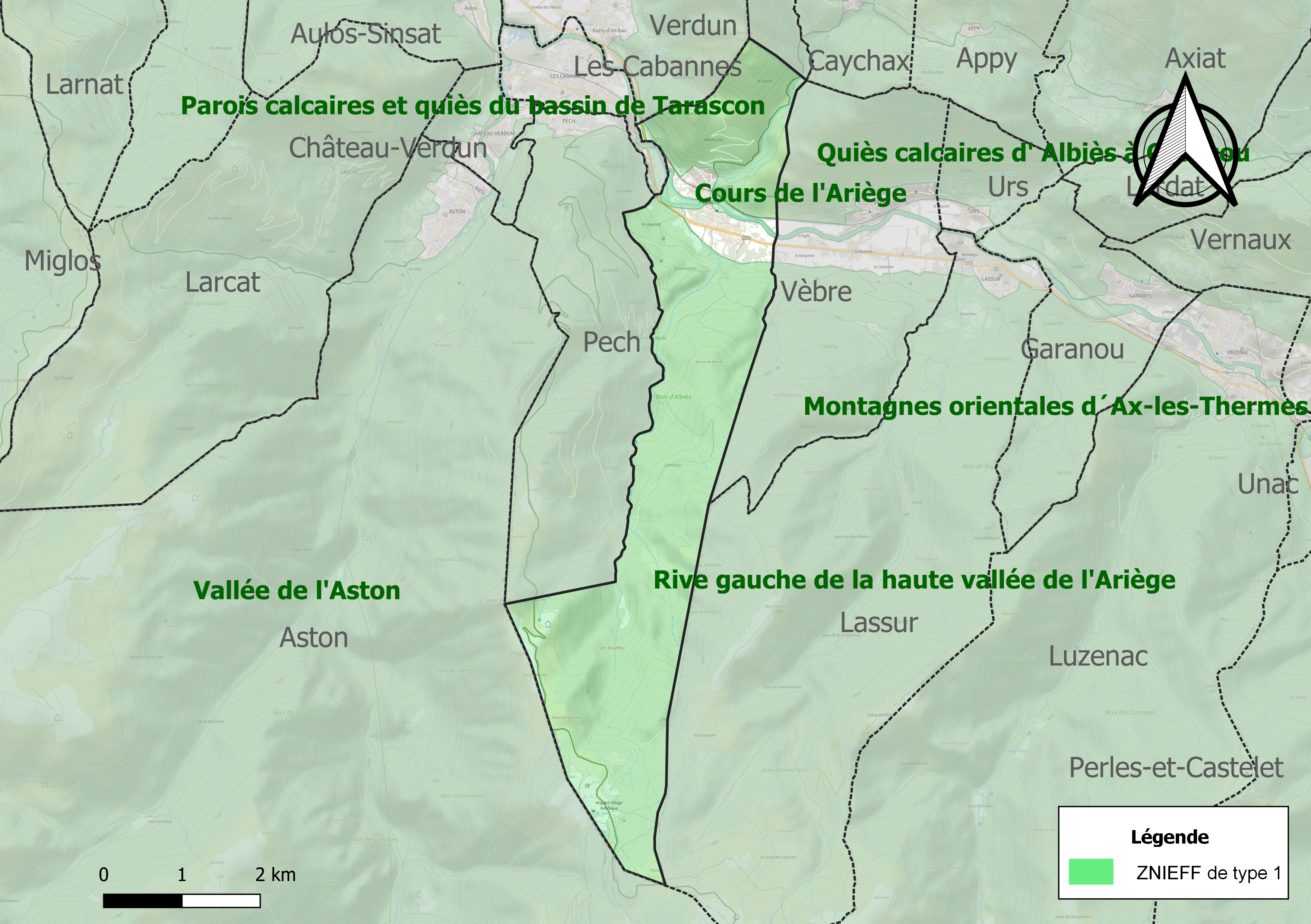
Carte de la ZNIEFF de type 1 sur la commune.
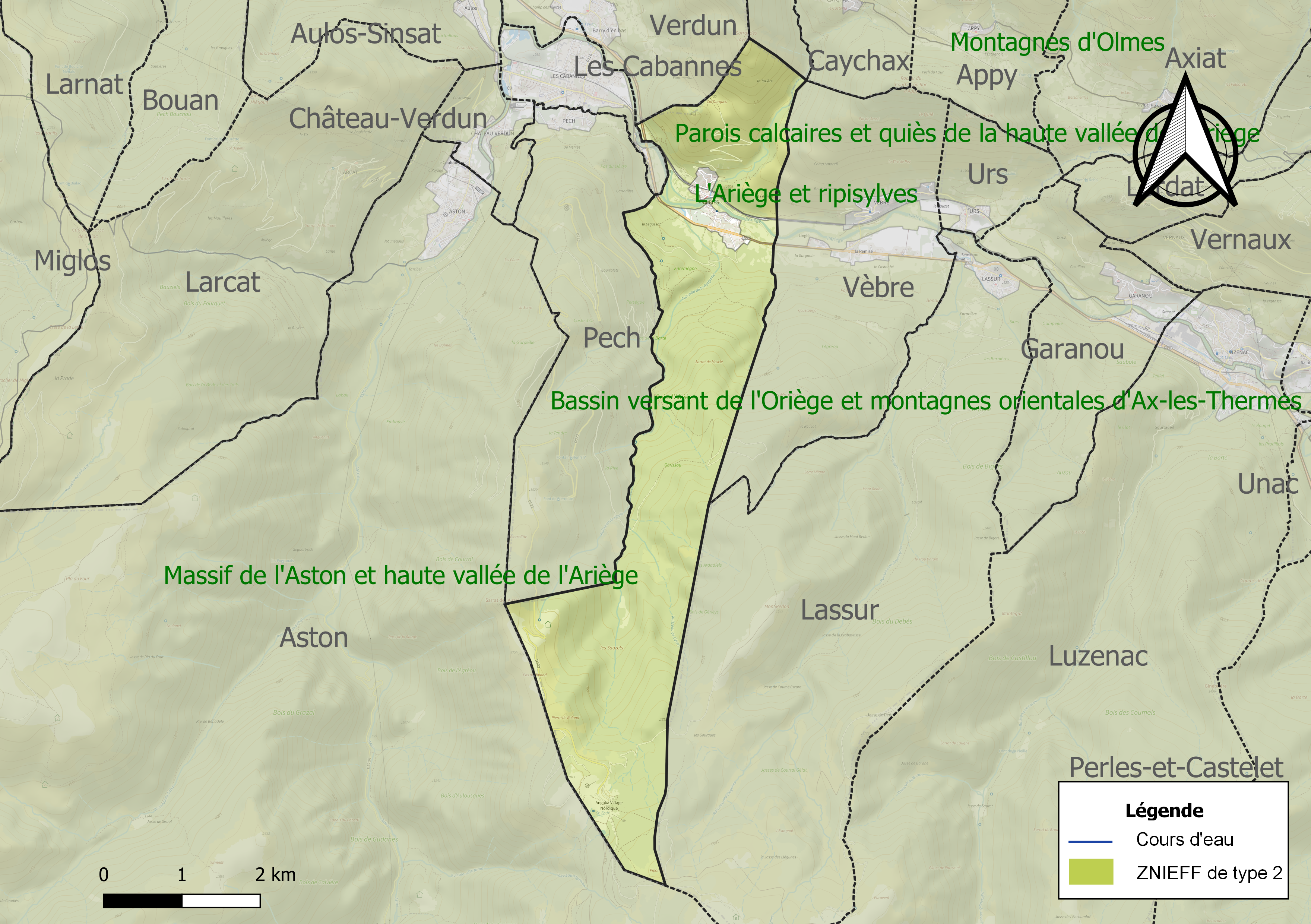
Carte des ZNIEFF de type 2 sur la commune.

## Urbanisme

### Typologie
Au 1er janvier 2024, Albiès est catégorisée commune rurale à habitat dispersé, selon la nouvelle grille communale de densité à 7 niveaux définie par l'Insee en 2022.
Elle est située hors unité urbaine et hors attraction des villes,.

### Occupation des sols

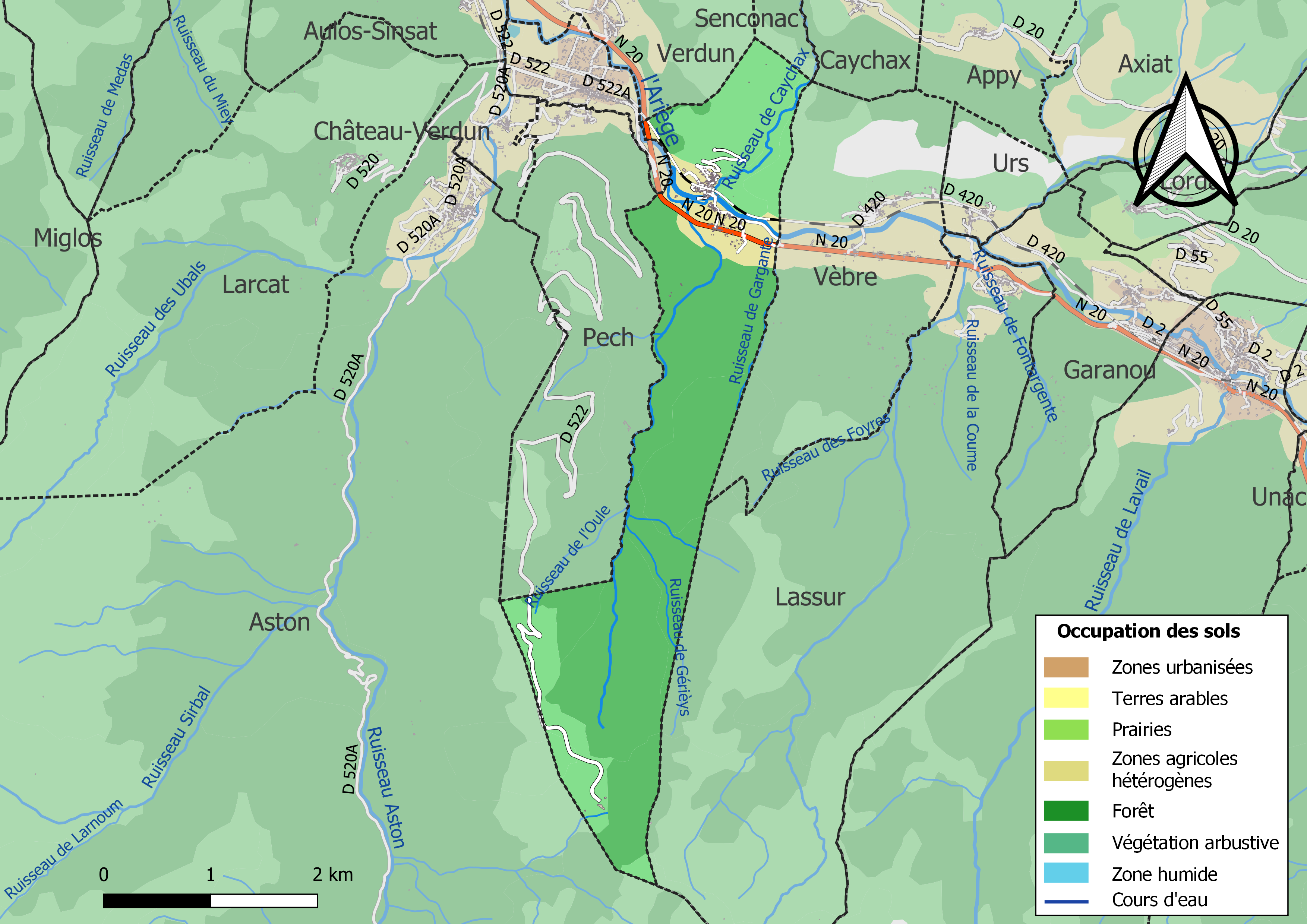
Carte des infrastructures et de l'occupation des sols de la commune en 2018 (CLC).

L'occupation des sols de la commune, telle qu'elle ressort de la base de données européenne d’occupation biophysique des sols Corine Land Cover (CLC), est marquée par l'importance des forêts et milieux semi-naturels (92 % en 2018), une proportion identique à celle de 1990 (92 %). La répartition détaillée en 2018 est la suivante : 
forêts (69,7 %), milieux à végétation arbustive et/ou herbacée (22,3 %), zones agricoles hétérogènes (4,3 %), zones urbanisées (3,7 %). L'évolution de l’occupation des sols de la commune et de ses infrastructures peut être observée sur les différentes représentations cartographiques du territoire : la carte de Cassini (XVIIIe siècle), la carte d'état-major (1820-1866) et les cartes ou photos aériennes de l'IGN pour la période actuelle (1950 à aujourd'hui).

### Habitat et logement
En 2018, le nombre total de logements dans la commune était de 153, alors qu'il était de 155 en 2013 et de 153 en 2008.
Parmi ces logements, 39,6 % étaient des résidences principales, 60,4 % des résidences secondaires et 0 % des logements vacants. Ces logements étaient pour 76 % d'entre eux des maisons individuelles et pour 5,1 % des appartements.
Le tableau ci-dessous présente la typologie des logements à Albiès en 2018 en comparaison avec celle de l'Ariège et de la France entière. Une caractéristique marquante du parc de logements est ainsi une proportion de résidences secondaires et logements occasionnels (60,4 %) supérieure à celle du département (24,6 %) et à celle de la France entière (9,7 %). Concernant le statut d'occupation de ces logements, 72,6 % des habitants de la commune sont propriétaires de leur logement (81 % en 2013), contre 66,3 % pour l'Ariège et 57,5 % pour la France entière.
| Typologie                                               | Albiès | Ariège | France entière |
| ------------------------------------------------------- | ------ | ------ | -------------- |
| Résidences principales (en %)                           | 39,6   | 65,7   | 82,1           |
| Résidences secondaires et logements occasionnels (en %) | 60,4   | 24,6   | 9,7            |
| Logements vacants (en %)                                | 0      | 9,7    | 8,2            |

### Risques majeurs
Le territoire de la commune d'Albiès est vulnérable à différents aléas naturels : inondations, climatiques (grand froid ou canicule), feux de forêts, mouvements de terrains, avalanche  et séisme (sismicité modérée). Il est également exposé à deux risques technologiques,  le transport de matières dangereuses la rupture d'un barrage, et à un risque particulier, le risque radon,.

#### Risques naturels

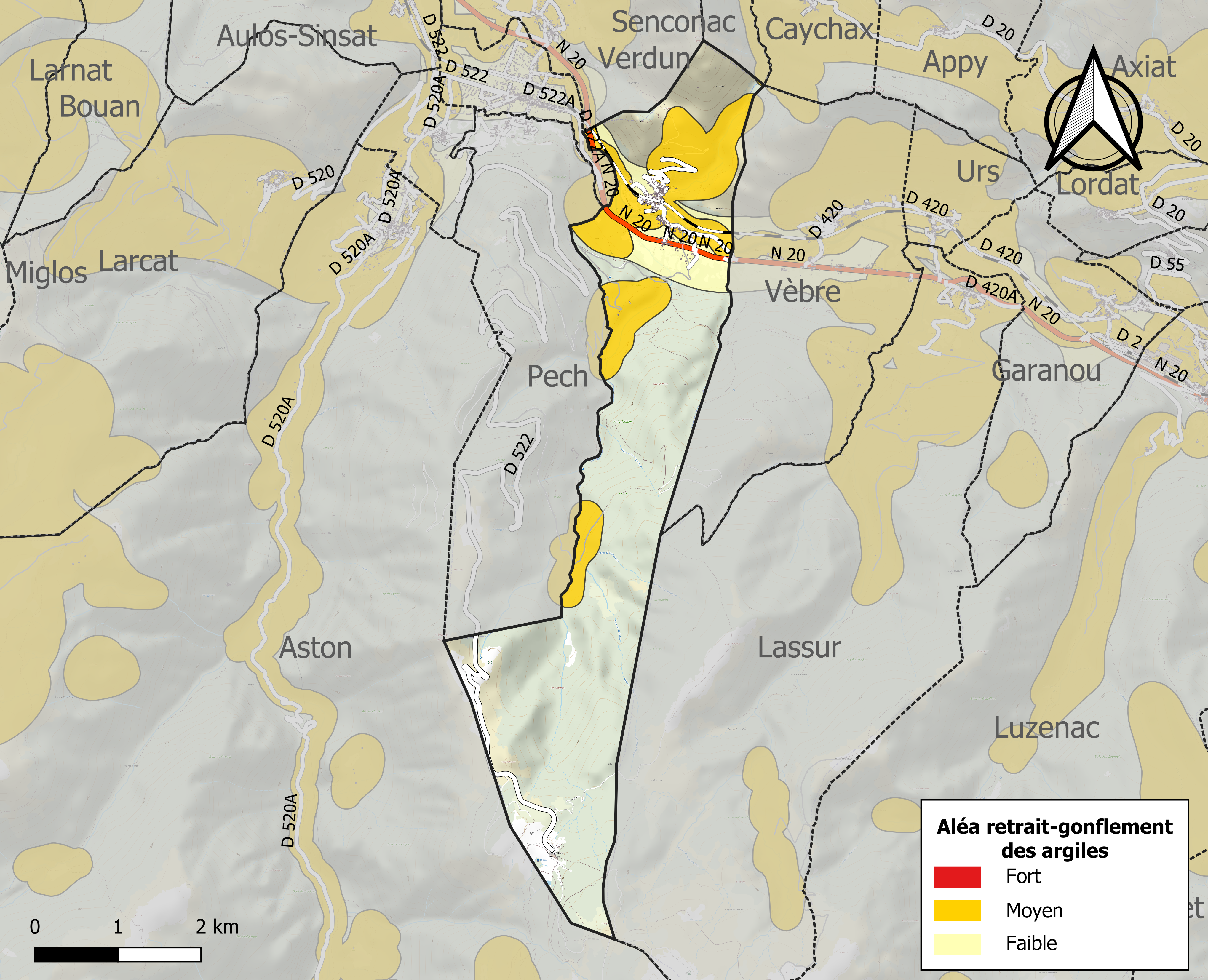
Zonage de l'aléa retrait-gonflement des argiles sur la commune d'Albiès.

Certaines parties du territoire communal sont susceptibles d’être affectées par le risque d’inondation par débordement, crue torrentielle d'un cours d'eau, l'Ariège, ou ruissellement d'un versant. L’épisode de crue le plus marquant dans le département reste sans doute celui de 1875. Parmi les inondations marquantes plus récentes concernant le cours d'eau de l'Ariège figurent la crue torrentielle de 1982 et les inondations de plaine de 1996 et de 2005 de la Basse vallée de l'Ariège.
Les mouvements de terrains susceptibles de se produire sur la commune sont soit des chutes de blocs, soit des glissements de terrains, soit des effondrements liés à des cavités souterraines, soit des mouvements liés au retrait-gonflement des argiles. Près de 50 % de la superficie de l’Ariège est concernée par l'aléa retrait-gonflement des argiles, dont la commune d'Albiès. L'inventaire national des cavités souterraines permet par ailleurs de localiser celles situées sur la commune.
Ces risques naturels sont pris en compte dans l'aménagement du territoire de la commune par le biais d'un plan de prévention des risques (PPR) inondation et mouvement de terrain approuvé le 22 mai 2015.

#### Risques technologiques
Le risque de transport de matières dangereuses par une infrastructure routière ou ferroviaire ou par une canalisation de transport de gaz concerne la commune. Un accident se produisant sur une telle infrastructure est en effet susceptible d’avoir des effets graves au bâti ou aux personnes jusqu’à 350 m, selon la nature du matériau transporté. Des dispositions d’urbanisme peuvent être préconisées en conséquence.
Dans le département de l’Ariège on dénombre cinq grands barrages susceptibles d’occasionner des dégâts en cas de rupture. La commune fait partie des 80 communes susceptibles d’être touchées par l’onde de submersion consécutive à la rupture d’un de ces barrages. Elle est en effet dans la zone de proximité immédiate d'un barrage classé PPI.

#### Risque particulier
Dans plusieurs parties du territoire national, le radon, accumulé dans certains logements ou autres locaux, peut constituer une source significative d’exposition de la population aux rayonnements ionisants. Toutes les communes du département sont concernées par le risque radon à un niveau plus ou moins élevé. Selon la classification de 2018, la commune d'Albiès est classée en zone 3, à savoir zone à potentiel radon significatif.

## Histoire
Le ruisseau de la Gargante a dévasté le village en septembre 1772.
Des mines de fer ont été exploitées au mont saint-Pierre et au quartier de la Ferrière.
Au début du XXe siècle a fonctionné une filature de laine.

## Politique et administration

### Découpage territorial
La commune d'Albiès est membre de la communauté de communes de la Haute Ariège, un établissement public de coopération intercommunale (EPCI) à fiscalité propre créé le 27 septembre 2016 dont le siège est à Luzenac. Ce dernier est par ailleurs membre d'autres groupements intercommunaux.
Sur le plan administratif, elle est rattachée à l'arrondissement de Foix, au département de l'Ariège, en tant que circonscription administrative de l'État, et à la région Occitanie.
Sur le plan électoral, elle dépend du canton de Haute-Ariège pour l'élection des conseillers départementaux, depuis le redécoupage cantonal de 2014 entré en vigueur en 2015, et de la première circonscription de l'Ariège  pour les élections législatives, depuis le redécoupage électoral de 1986.

### Liste des maires
| Période                                  | Période  | Identité         | Étiquette | Qualité                    |
| ---------------------------------------- | -------- | ---------------- | --------- | -------------------------- |
| mars 2001                                | mai 2020 | Jean-Claude Prat | PCF       | Retraité Fonction publique |
| mai 2020                                 | En cours | Bholème Boufaid  |           |                            |
| Les données manquantes sont à compléter. |          |                  |           |                            |

## Démographie
L'évolution du nombre d'habitants est connue à travers les recensements de la population effectués dans la commune depuis 1800. Pour les communes de moins de 10 000 habitants, une enquête de recensement portant sur toute la population est réalisée tous les cinq ans, les populations de référence des années intermédiaires étant quant à elles estimées par interpolation ou extrapolation. Pour la commune, le premier recensement exhaustif entrant dans le cadre du nouveau dispositif a été réalisé en 2006.

En 2022, la commune comptait 122 habitants, en évolution de −2,4 % par rapport à 2016 (Ariège : +1,48 %, France hors Mayotte : +2,11 %).
| 1800 | 1806 | 1821 | 1831 | 1836 | 1841 | 1846 | 1851 | 1856 |
| ---- | ---- | ---- | ---- | ---- | ---- | ---- | ---- | ---- |
| 359  | 436  | 433  | 475  | 463  | 461  | 462  | 450  | 428  |

| 1861 | 1866 | 1872 | 1876 | 1881 | 1886 | 1891 | 1896 | 1901 |
| ---- | ---- | ---- | ---- | ---- | ---- | ---- | ---- | ---- |
| 430  | 382  | 331  | 401  | 404  | 406  | 405  | 403  | 351  |

| 1906 | 1911 | 1921 | 1926 | 1931 | 1936 | 1946 | 1954 | 1962 |
| ---- | ---- | ---- | ---- | ---- | ---- | ---- | ---- | ---- |
| 334  | 306  | 253  | 245  | 247  | 203  | 191  | 183  | 170  |

| 1968 | 1975 | 1982 | 1990 | 1999 | 2006 | 2011 | 2016 | 2021 |
| ---- | ---- | ---- | ---- | ---- | ---- | ---- | ---- | ---- |
| 146  | 163  | 144  | 141  | 156  | 139  | 132  | 125  | 121  |

| 2022 | - | - | - | - | - | - | - | - |
| ---- | - | - | - | - | - | - | - | - |
| 122  | - | - | - | - | - | - | - | - |

## Économie

### Emploi
| Division       | 2008  | 2013   | 2018   |
| -------------- | ----- | ------ | ------ |
| Commune        | 2,7 % | 2,7 %  | 13,3 % |
| Département    | 8,9 % | 11,1 % | 11,2 % |
| France entière | 8,3 % | 10 %   | 10 %   |

En 2018, la population âgée de 15 à 64 ans s'élève à 66 personnes, parmi lesquelles on compte 80,9 % d'actifs (67,6 % ayant un emploi et 13,3 % de chômeurs) et 19,1 % d'inactifs,. En  2018, le taux de chômage communal (au sens du recensement) des 15-64 ans est supérieur à celui du département et de la France, alors qu'en 2008 la situation était inverse.
La commune est hors attraction des villes,. Elle compte 9 emplois en 2018, contre 9 en 2013 et 9 en 2008. Le nombre d'actifs ayant un emploi résidant dans la commune est de 45, soit un indicateur de concentration d'emploi de 19,9 % et un taux d'activité parmi les 15 ans ou plus de 51,4 %.
Sur ces 45 actifs de 15 ans ou plus ayant un emploi, 7 travaillent dans la commune, soit 15 % des habitants. Pour se rendre au travail, 91,3 % des habitants utilisent un véhicule personnel ou de fonction à quatre roues, 6,5 % s'y rendent en deux-roues, à vélo ou à pied et 2,2 % n'ont pas besoin de transport (travail au domicile).

### Activités hors agriculture
8 établissements sont implantés  à Albiès au 31 décembre 2019.
Le secteur des autres activités de services est prépondérant sur la commune puisqu'il représente 25 % du nombre total d'établissements de la commune (2 sur les 8 entreprises implantées  à Albiès), contre 8,8 % au niveau départemental.

### Agriculture
La commune fait partie de la petite région agricole dénommée « Région pyrénéenne ». En 2010, l'orientation technico-économique de l'agriculture  sur la commune est l'élevage d'herbivores hors bovins, caprins et porcins.
|                                   | 1988 | 2000 | 2010 |
| --------------------------------- | ---- | ---- | ---- |
| Exploitations                     | 4    | 4    | 3    |
| Superficie agricole utilisée (ha) | 11   | 47   | 18   |

Le nombre d'exploitations agricoles en activité et ayant leur siège dans la commune est passé de 4 en 1988 à 4 en 2000 puis à 3 en 2010, soit une baisse de 25 % en 22 ans. Le même mouvement est observé à l'échelle du département qui a perdu pendant cette période 48 % de ses exploitations. La surface agricole utilisée sur la commune a quant à elle augmenté, passant de 11 ha en 1988 à 18 ha en 2010. Parallèlement la surface agricole utilisée moyenne par exploitation a augmenté, passant de 3 à 6 ha.

## Culture locale et patrimoine

### Lieux et monuments
- Église de la Conversion-de-Saint-Paul.
- Ruines de l’ermitage Saint-Pierre.

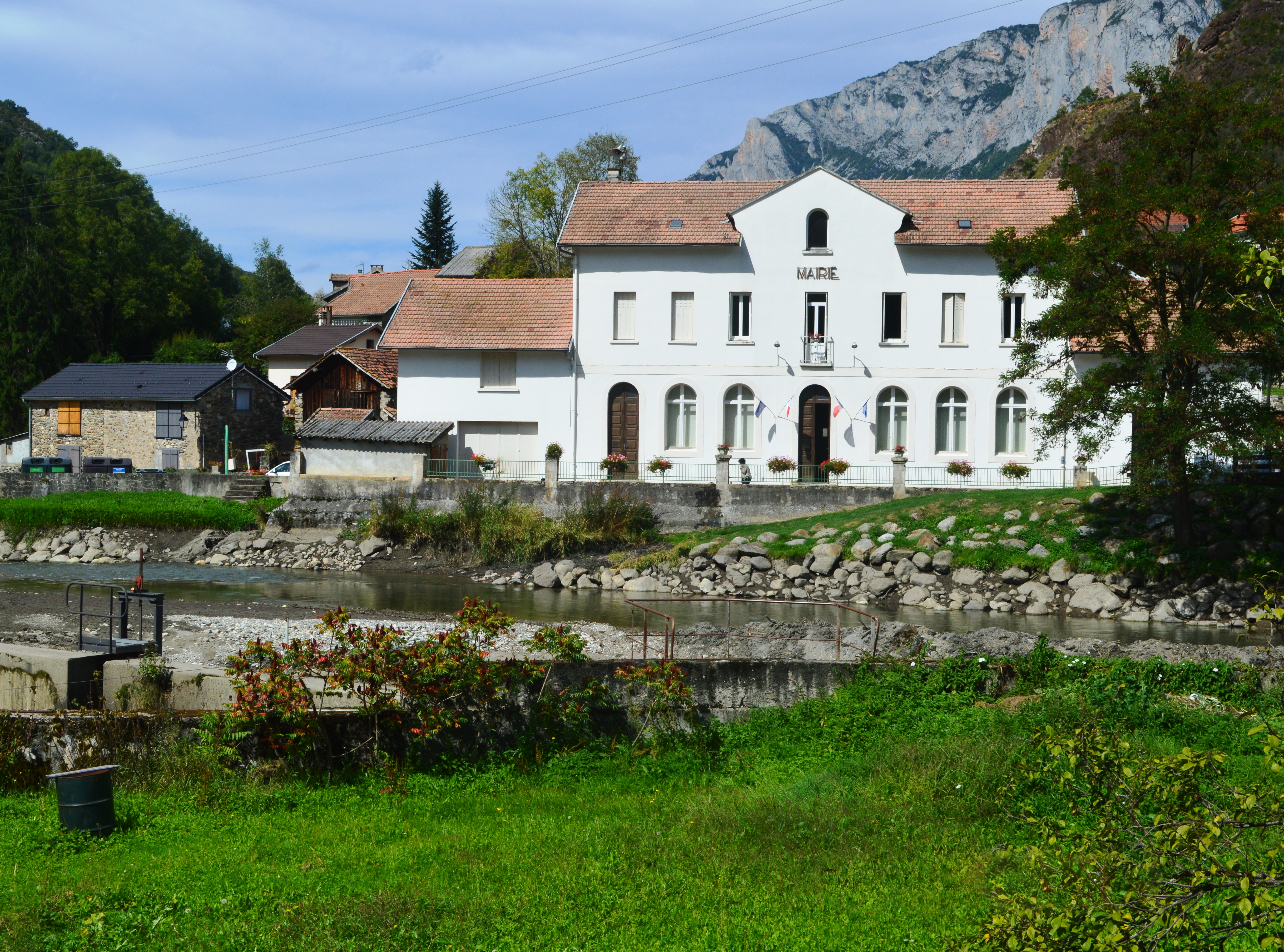
La mairie avec l'Ariège.
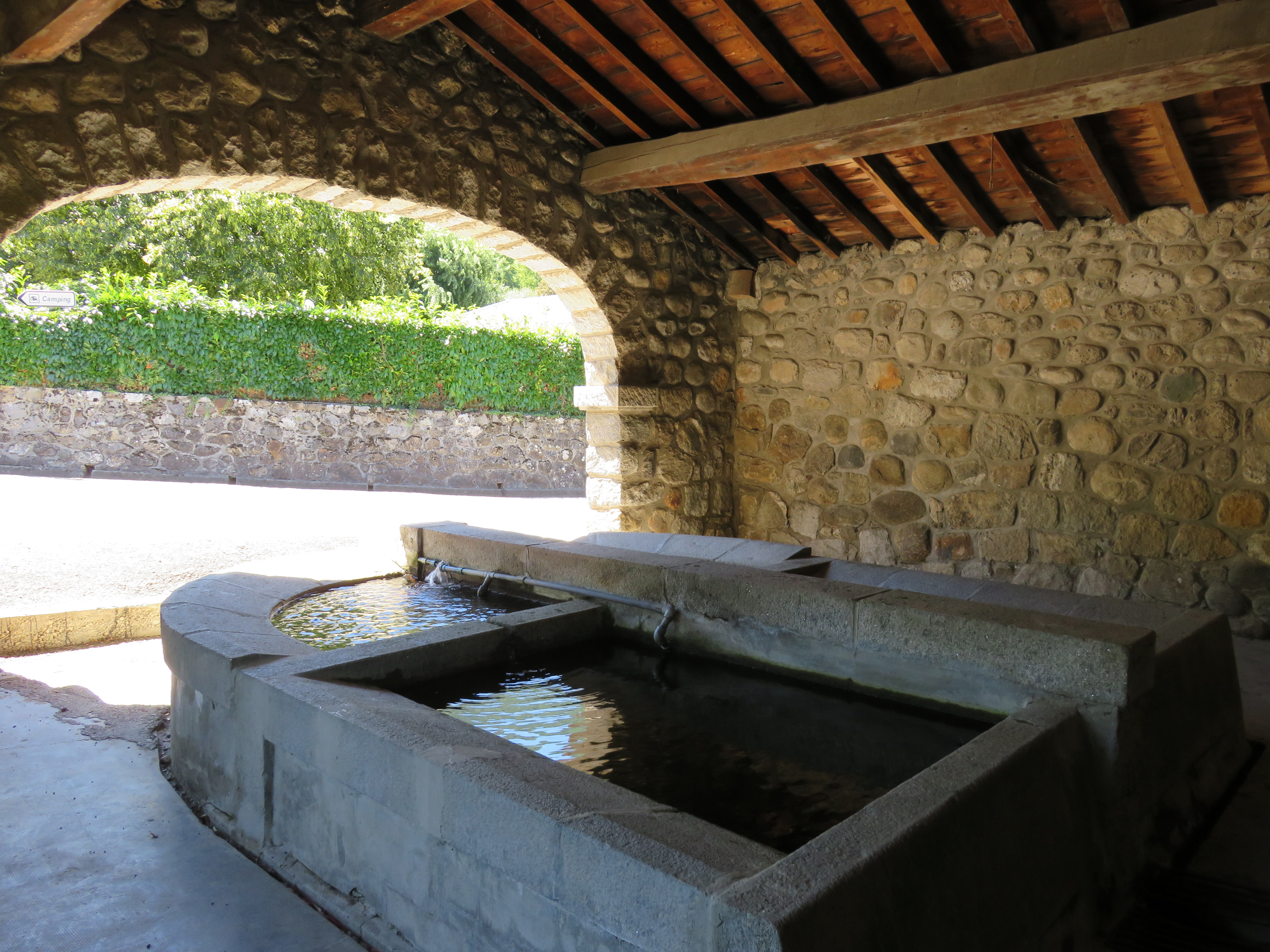
Un lavoir.
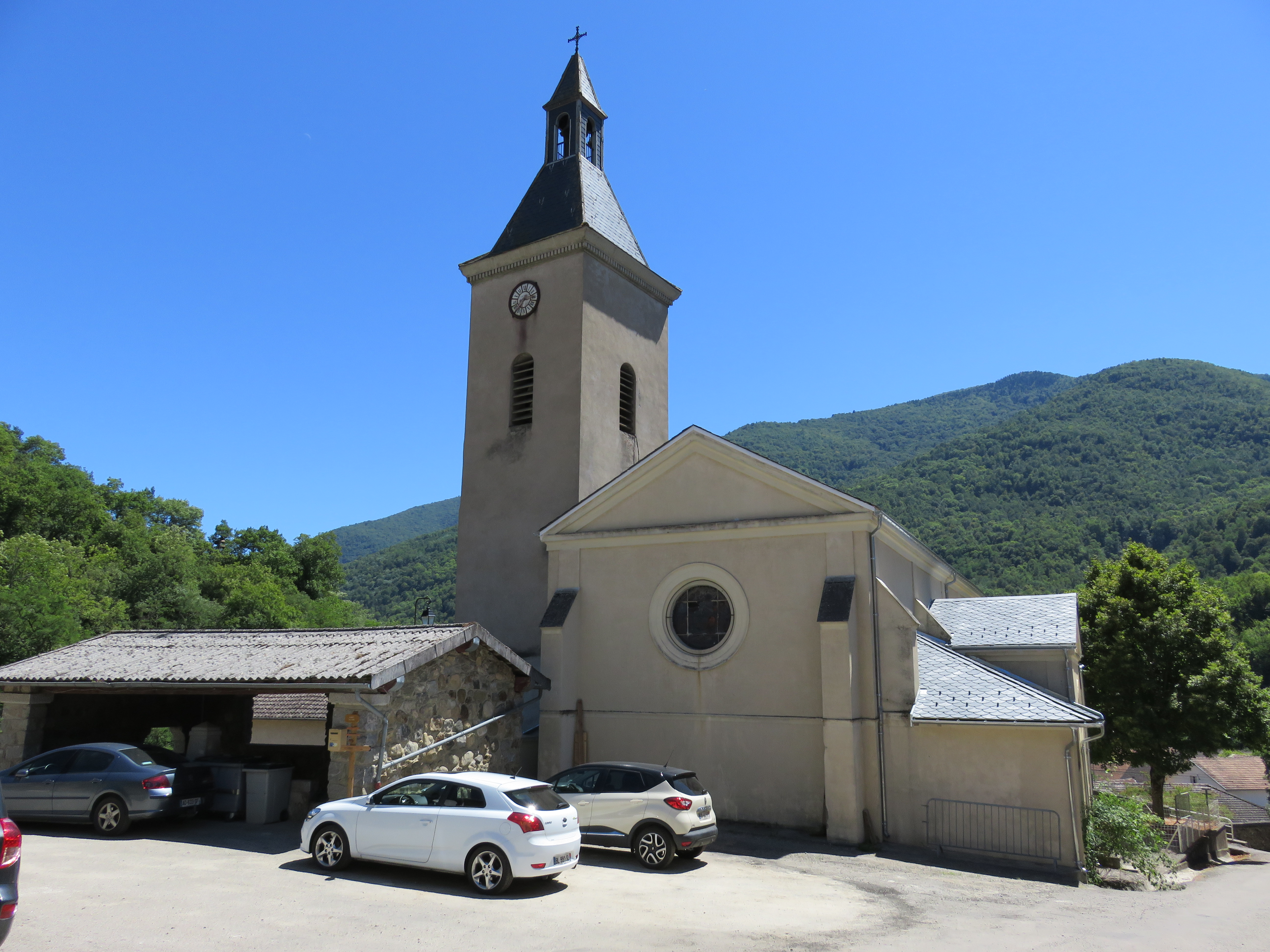
L'église.
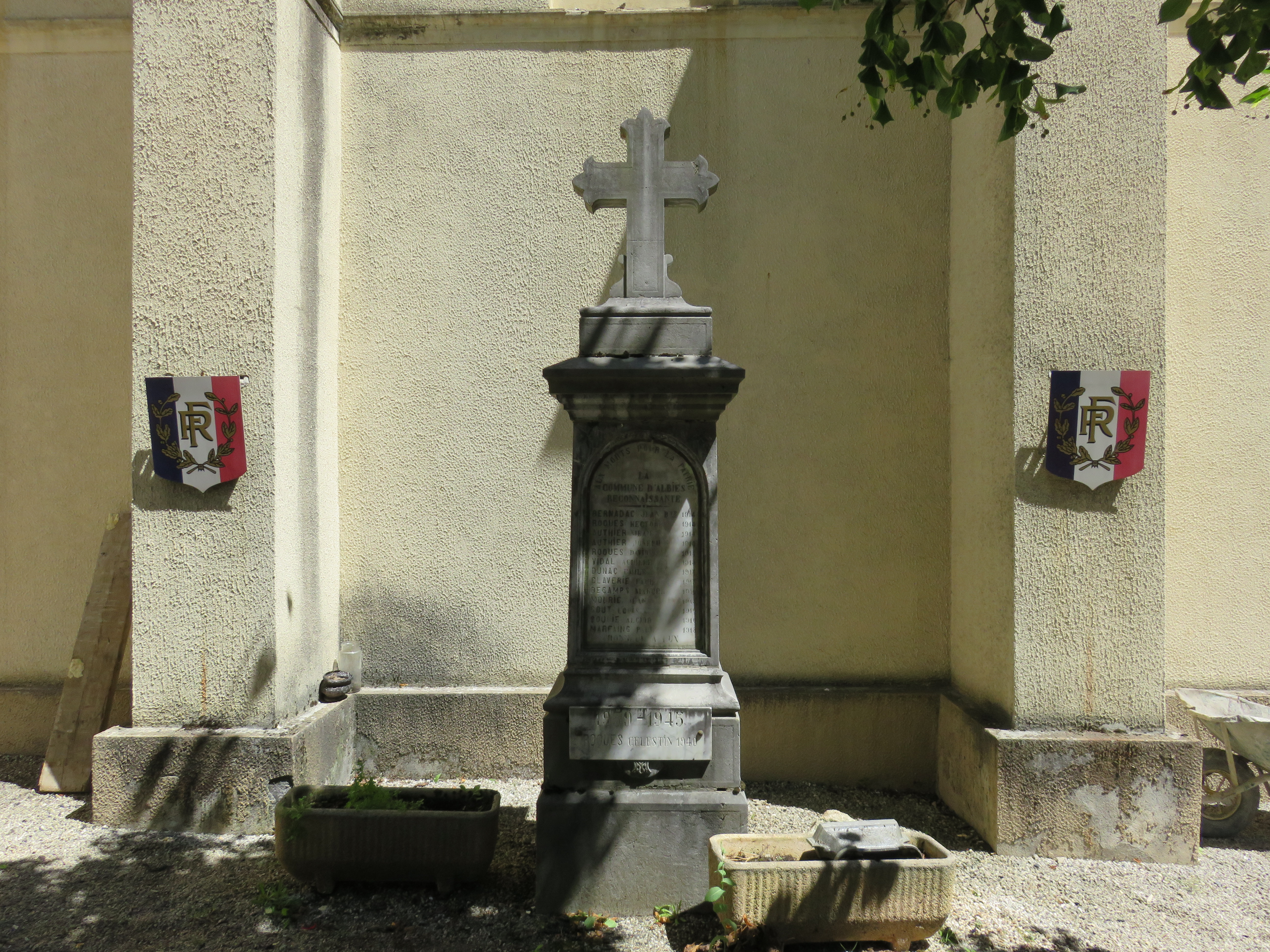
Monument aux morts surmonté d'une croix.

### Personnalités liées à la commune
- Jean-Marie Vidal (1872-1940), conseiller à l’ambassade de France à Rome et à Moscou, historien et écrivain.
- Jacques Martiel (né à Albiès le 13 décembre 1946 - 4 janvier 2022), journaliste, éditeur et imprimeur.

## Pour approfondir